# نادي هورشولوم لكرة السلة
نادي هورشولوم لكرة السلة (بالدنماركية: Hørsholm 79ers)‏ هو فريق كرة سلة دانمركي تأسس في سنة 1979. يلعب في الدوري الدنماركي لكرة السلة. فاز فريق السيدات بالدوري سبع مرات (1996، 2004، 2005، 2006، 2007، 2008، 2010) بينما فاز فريق الرجال بالدوري مرتين (1990–91، 1992–93).

## وصلات خارجية
- الموقع الرسمي